# Sở Trinh sát Trung bộ
Sở Trinh sát Trung bộ, thường được gọi tắt là Sở Trinh sát, là tổ chức đầu tiên của Công an nhân dân Việt Nam ở Trung Bộ.

## Thành lập
Sở được thành lập ngày 23 tháng 8 năm 1945, do ông Nguyễn Văn Ngọc làm Giám đốc, tổ chức và xây dựng dựa trên việc lựa chọn có sàng lọc nhân viên cũ của Sở Mật thám Trung kỳ (Mật thám liên bang) của Pháp. Đồng thời ông Nguyễn Văn Ngọc đã học hỏi từ cách tổ chức, phương pháp, và kỹ thuật của Sở Mật thám Trung kỳ để xây dựng các dịch vụ an ninh quốc gia. Nhiệm vụ chính của Sở là trấn áp phản cách mạng, giữ gìn an ninh, trật tự, bảo vệ Đảng và chính quyền.
Đêm 19/12/1946 tại Sở Trinh sát, ông Nguyễn Văn Ngọc bộ nhận được điện thượng khẩn của Tổng tư lệnh Võ Nguyên Giáp ra lệnh tấn công quân Pháp ngay trong đêm bắt đầu cuộc chiến 50 ngày bao vây, tấn công quân Pháp.

## Tổ chức
Cơ cấu tổ chức phòng ban vẫn giữ như thời Sở Mật thám Trung kỳ bao gồm:
- Văn phòng,
- Phòng Chính trị: chuyên nghiên cứu và đấu tranh chống bọn phản cách mạng,
- Phòng Tư pháp và Hành chính,
- Phòng Hồ sơ,
- Ban Giao thông,
- Phòng Căn cước

Cuối năm 1945, Sở Trinh sát mở lớp huấn luyện Trưởng ban Trật tự (tên gọi mới của Chánh phó Cẩm trước kia). Giảng viên bao gồm Tố Hữu, Nguyễn Chí Thanh (giảng về đại cương đường lối Cách mạng), về chuyên môn là Nguyễn Văn Ngọc, Trần Viết Châu, Hoàng Yến (sau này là nhà thơ và nhà viết kịch)… Nội dung các bài giảng chủ yếu là về nghiệp vụ cảnh sát, luật vi cảnh… Học viên đều thuộc các sở thuộc Trung bộ và Tây Nguyên.

## Đổi tên
Ngày 21 tháng 2 năm 1946, Sở Trinh sát được đổi tên thành Sở Công an Trung Bộ theo Sắc lệnh số 23 của Chủ tịch Chính phủ lâm thời nước Việt Nam Dân chủ Cộng hòa.
Từ năm 1946, dưới Sở Trinh sát Trung bộ ba tỉnh Quảng Bình, Quảng Trị, Thừa Thiên đều có Ty trinh sát và có hệ thống ban trinh sát được xây dựng ở cấp huyện, thành phố, thị xã và nhiều xã. Dưới các thị xã (Đồng Hới, Quảng Trị, Đông Hà) thành lập các đội cảnh sát trật tự.